# バンザイ賛唱!!!
『バンザイ賛唱!!!』（バンザイさんしょう）は、mihimaru GTの28枚目 のシングル。2012年10月31日にユニバーサルミュージックJから発売された。

## 解説
- 配信限定シングル『SAY YES 〜102回目のプロポーズ〜』からベストアルバム『THE BEST of mihimaru GT 2』をはさんで6か月を経ての発売となる2012年第2弾シングルで、CDシングルに限定すると同年初、2011年12月の『One Time』以来となる。
- メジャーデビュー10周年記念作品と位置づけられており、ユニバーサルミュージックストアからの購入者限定で、記念グッズを入手できる「mihimaru GT 10周年YEARスペシャル企画」用のスタンプカードが配布される[1]。
- シングルに3曲入るのは22枚目の『アン♥ロック』以来、3曲すべてオリジナル曲は14枚目の『俄然Yeah!』以来のこと。
- タイトル曲である「バンザイ賛唱!!!」はノンタイアップになっており、ノンタイアップシングルは18枚目の『泣き夏』以来である。しかし、カップリング曲である「バカポジ〜Don't stop the music〜」にはタイアップが存在する。
- 初回限定盤には「バンザイ賛唱!!!」と「バカポジ〜Don't stop the music〜」のビデオクリップおよびメイキング映像が収録されたDVDが付属する。また、初回限定盤に付属するDVDに2曲以上のPVが収録されるのはこのシングルが初めてになる。

## 収録曲
1. バンザイ賛唱!!! [3:59]
  - 作詞：hiroko、mitsuyuki miyake / 作曲：mitsuyuki miyake、Monkey-J / 編曲：Monkey-J

2012年9月12日に渋谷ROCK WESTで行われたライブサーキット初日公演「ミヒマサーキット2012☆ 〜OPENing Party〜」で初披露された[2]。
2. バカポジ 〜Don't stop the music〜 [3:23]
  - 作詞：hiroko、mitsuyuki miyake、Takuya Harada / 作曲：Takuya Harada、JUNKOO、mitsuyuki miyake / 編曲：Takashi Morio

GIRL'S KEIRINイメージソング[1]。
3. DE.SU.NE [5:21]
  - 作詞：GAKU、Mummy-D / 作曲：YOGGY / 編曲：Shintaro "Growth" Izutsu

日本のヒップホップ・シングルとして初のミリオンセラーとなったEAST END×YURIの「DA.YO.NE」をサンプリングした楽曲[3]。
4. バンザイ賛唱!!! (Instrumental) [4:02]
5. バカポジ〜Don't stop the music〜 (Instrumental) [3:20]
6. DE.SU.NE (Instrumental) [5:23]

### DVD（初回限定盤のみ）
1. バンザイ賛唱!!! (Music Clip)
2. バンザイ賛唱!!! (Making)
3. バカポジ 〜Don't stop the music〜 (Music Clip)
4. バカポジ 〜Don't stop the music〜 (Making)

## 楽曲の収録アルバム
バンザイ賛唱!!!
- 10th Anniversary BEST 2003-2013
- mihimaland (DJ NON Remix)
- THE SINGLE of mihimaru GT

バカポジ 〜Don't stop the music〜
- 10th Anniversary BEST 2003-2013
- mihimania IV〜コレクション アルバム〜
- mihimania collection

DE.SU.NE
- mihimania IV〜コレクション アルバム〜
- mihimania collection